# Bo Nix
Bo Chapman Nix (* 25. Februar 2000 in Arkadelphia, Arkansas) ist ein US-amerikanischer American-Football-Spieler auf der Position des Quarterbacks der Denver Broncos in der National Football League (NFL). Er hält den NCAA-Rekord für die meisten Einsätze als Quarterback und spielte drei Saisons College-Football für die Auburn Tigers. 2019 wurde er als SEC Freshman of the Year ausgezeichnet. 2022 wechselte Nix zu den Oregon Ducks und war 2023 Finalist für die Heisman Trophy, nachdem er die FBS in Touchdowns angeführt hatte. Im NFL Draft 2024 wurde er an 12. Stelle von den Broncos ausgewählt.

## College

### Auburn (2019–2021)
Als Freshman bei Auburn wurde Bo Nix zum Starting Quarterback für die Saison 2019 ernannt. Am 31. August 2019 führte er Auburn zu einem Comeback-Sieg mit 27:21 gegen die Oregon Ducks im AT&T Stadium in Arlington, Texas. In seiner ersten Saison führte er Auburn zu einer 9–4-Bilanz und gewann dabei den Iron Bowl mit einem 48:45-Sieg gegen Alabama Crimson Tide. Er wurde zum SEC Freshman of the Year 2019 gewählt, nachdem er die Saison mit 16 Touchdowns und sechs Interceptions abgeschlossen hatte.
In der durch die Pandemie verkürzten Saison 2020 warf Nix in 11 Spielen für 12 Touchdowns und sieben Interceptions. Die Saison 2021 verlief für Nix durchwachsen. Zu den Höhepunkten gehörten der erste Sieg von Auburn gegen die LSU Tigers seit 1999 und ein Erfolg gegen die Ole Miss Rebels, das Team der University of Mississippi. Gleichzeitig hatte er in einigen Spielen Probleme und wurde im vierten Viertel gegen Georgia State ausgewechselt. Gegen Mississippi State erlitt Nix eine saisonbeendende Verletzung. In dieser Saison erzielte er 11 Touchdowns bei drei Interceptions.
Am 12. Dezember 2021 gab Nix bekannt, dass er ins Transferportal wechselt. Als Grund nannte er Probleme mit Auburns Head Coach Bryan Harsin, der 2021 eingestellt worden war.

### Oregon (2022–2023)
Im Jahr 2022 wechselte Bo Nix mit noch zwei verbleibenden Spielberechtigungen an die University of Oregon, dank einer NCAA-Ausnahmeregelung für die durch COVID-19 verkürzte Saison 2020. Nix führte Oregon zu einer 10–3-Bilanz in der Saison 2022, einschließlich Siegen gegen gerankte Teams wie BYU, UCLA und Utah, bevor die Saison mit einem knappen 28–27-Sieg über North Carolina endete. Er beendete die Saison mit beeindruckenden Statistiken: 3.593 Passing Yards, 29 Passing Touchdowns, sieben Interceptions sowie 510 Rushing Yards, 14 Rushing Touchdowns und sogar einem Receiving Touchdown.
In der Saison 2023 führte Nix Oregon zu einer starken Saison mit Playoff-Ambitionen. Nach einem 5–0-Start erlitt das Team jedoch eine knappe Niederlage gegen Washington. Danach folgten sechs Siege in Folge, was zu einem erneuten Duell gegen Washington im Pac-12 Championship Game führte, das Oregon erneut verlor und damit aus dem Playoff-Rennen ausschied. Nix schloss die Saison mit herausragenden Zahlen ab: 4.508 Passing Yards, 45 Passing Touchdowns, nur drei Interceptions sowie sechs Rushing Touchdowns.
Nix belegte den dritten Platz bei der Wahl zur Heisman Trophy, hinter Jayden Daniels und Michael Penix Jr. In seinem letzten College-Spiel, dem Fiesta Bowl gegen die Liberty Flames, brach er den Rekord von Mac Jones für die höchste Passabschlussquote in einer Saison mit 77,45 %. Im Jahr 2023 führte er die NCAA in den Kategorien Passabschlüsse, Passabschlussquote und Passing Touchdowns an. Mit insgesamt 61 Starts für Auburn und Oregon stellte er zudem den NCAA-Rekord für die meisten Spiele eines Quarterbacks auf.

## NFL
Bo Nix wurde im NFL Draft 2024 in der ersten Runde an 12. Stelle von den Denver Broncos ausgewählt. Er war der sechste und letzte Quarterback, der in dieser Runde ausgewählt wurde, was mit dem Rekord von 1983 für die meisten in der ersten Runde gedrafteten Quarterbacks gleichzieht. Am 11. Mai 2024 unterzeichnete Nix einen Vierjahresvertrag über 18,6 Millionen US-Dollar.

### Saison 2024
Am 22. August wurde Bo Nix als Starting Quarterback der Denver Broncos für das Saisoneröffnungsspiel gegen die Seattle Seahawks benannt. Damit war er der erste Rookie-Quarterback der Broncos, der seit John Elway im Jahr 1983 ein Eröffnungsspiel startete. In seinem NFL-Debüt gegen Seattle komplettierte Nix 26 von 42 Pässen für 138 Yards, warf zwei Interceptions und erzielte einen Rushing Touchdown, wobei die Broncos mit 26:20 verloren. Seine 138 Passing Yards stellten einen NFL-Rekord für die wenigsten Yards bei mindestens 25 erfolgreichen Pässen in einem Spiel auf.
Seinen ersten Sieg feierte Nix in Woche 3 gegen die Tampa Bay Buccaneers, wo er 216 Yards warf, einen Rushing Touchdown erzielte und keine Interceptions warf. In Woche 4 erzielte er seinen ersten Karriere-Passing-Touchdown und führte die Broncos zu einem 10:9-Sieg gegen die New York Jets, ohne einen Turnover oder Sack zuzulassen.
Im Oktober zeigte Nix beeindruckende Leistungen. In Woche 5 warf er drei Touchdowns gegen die Las Vegas Raiders, gefolgt von 216 Yards und zwei Touchdowns in Woche 6 gegen die Los Angeles Chargers. In Woche 7 führte er die Broncos zu einem dominanten 33:10-Sieg über die New Orleans Saints und stellte den Franchise-Rekord für Rookie-Quarterback-Siege ein. Woche 8 krönte er mit 284 Passing Yards, vier Touchdowns und einer Abschlussquote von 75,7 %, womit er einen neuen Franchise-Rekord mit fünf Siegen als Rookie aufstellte. Für seine Leistungen im Oktober wurde Nix als NFL Offensive Rookie of the Month ausgezeichnet.
In Woche 9 gegen die Baltimore Ravens fing Nix seinen ersten Karriere-Receiving-Touchdown bei einem Trickspielzug von Receiver Courtland Sutton. In Woche 10 wurde er zum NFL Rookie of the Week gewählt, nachdem er 215 Yards und zwei Touchdowns in einer knappen Niederlage gegen die Kansas City Chiefs warf. In diesem Spiel führte er sein Team auf einen potenziellen siegbringenden Drive, jedoch wurde der entscheidende Field-Goal-Versuch blockiert. In Woche 11 warf Nix bei einem Sieg über die Atlanta Falcons für 307 Yards und vier Touchdowns und stellte dabei Rekorde auf: Er war der erste Rookie, der 80 % seiner Pässe bei 300 Yards und vier Touchdowns in einem Spiel vervollständigte. Zudem schloss er sich Peyton Manning und C. J. Stroud als die einzigen Rookies an, die in vier aufeinanderfolgenden Heimspielen mindestens 200 Yards und mehrere Touchdowns erzielten.

## NFL-Statistiken
| 2024                               | DEN    | 17 | 17 | 376–567 | 66,3 | 3775 | 29 | 12 | 93,3 | 92 | 430 | 4,7 | 4 |
| Gesamt                             | Gesamt | 17 | 17 | 376–567 | 66,3 | 3775 | 29 | 12 | 93,3 | 92 | 430 | 4,7 | 4 |
| Quelle: pro-football-reference.com |        |    |    |         |      |      |    |    |      |    |     |     |   |

## Persönliches
Bo Nix ist der Sohn des Football-Trainers und ehemaligen Auburn-Quarterbacks Patrick Nix. Beide seiner Brüder spielen ebenfalls College-Football: Caleb Nix als Safety bei Clemson und Tez Johnson als Wide Receiver bei Oregon.
Nix ist mit Izzy Smoke, einer ehemaligen Cheerleaderin von Auburn, verheiratet. Zudem ist Nix bekennender Christ.